# Christof Koch
Christof Koch (Kansas City, 13 de noviembre de 1956) es un científico alemán-estadounidense con especialidad en neurociencia, conocido por su trabajo acerca de las bases neuronales de la conciencia. Es director científico del Instituto Allen para la Ciencia del Cerebro (IA), ubicado en Seattle. Fue profesor en biología e ingeniería en el Instituto de Tecnología de California entre 1986 y el 2013.

## Biografía
Koch es hijo de padres alemanes (su padre era diplomático). Asistió a una escuela secundaria jesuita en Marruecos. Recibió un doctorado en el Instituto Max Planck de Tubinga en 1982, en procesamiento no lineal de información. Trabajó durante cuatro años en el Laboratorio de Inteligencia Artificial del Instituto de Tecnología de Massachusetts, antes de unirse al programa de doctorado en computación y sistemas neuronales del Instituto de Tecnología de California.
En 1986 Cristoph Koch y Shimon Ullman propusieron la idea de un mapa de «saliencia visual» (prominencia o surgimiento visual) en el sistema visual de los primates.
Posteriormente su entonces estudiante de doctorado Laurent Itti y Koch desarrollaron un conjunto popular de algoritmos para la detección de prominencia visual.
Durante más de dos décadas, Koch y sus estudiantes han llevado a cabo simulaciones biofísicas detalladas de las propiedades eléctricas del tejido neuronal, desde la simulación de los detalles de la acción potencial de propagación a lo largo de los axones y dendritas a la síntesis del potencial del campo local y el EEG de la actividad eléctrica en grandes poblaciones de neuronas excitables.
Desde principios de 1990 Koch ha argumentado que la identificación de la base mecanicista de la conciencia es un problema tratable científicamente, y ha tenido una gran influencia en el argumento que la conciencia puede ser abordado mediante las herramientas modernas de la neurobiología. Él y su alumno Nao Tsuchiya inventaron el paradigma llamado Continuous flash suppression (CFS) algo como una "supresión continua por resplandor", una eficiente técnica de psicofísica de enmascaramiento sensorial, para representar imágenes invisibles durante muchos segundos. Ellos han utilizado esta técnica para argumentar que la atención selectiva y la conciencia son fenómenos distintos, con distintas funciones biológicas y distintos mecanismos.
El principal colaborador de Koch en el esfuerzo de localizar los correlatos neuronales de la conciencia fue el físico, biólogo molecular y luego neurocientífico británico Francis Crick. Empezando por su primera publicación en 1990 y su última publicación que Francis Crick llegó a editar en el día de su muerte el 24 de julio de 2004. Ésta describe la relación entre el núcleo basal llamado el claustro, estructura anatómica misteriosa situada debajo de la corteza insular y su relación con la conciencia humana.
Durante la última década, Koch ha trabajado en estrecha colaboración con el psiquiatra y neurocientífico Giulio Tononi. Koch aboga por una variante moderna del panpsiquismo, la antigua creencia filosófica de ver o encontrar la conciencia en todas las cosas que nos rodean. La teoría de Tononi, la Teoría de la Información Integrada de la conciencia, difiere del pansiquismo clásico en que solo atribuye conciencia a cosas con cierto grado de irreducibilidad causal o integración de la información, y que no incluye: un montón de neuronas desconectadas en un plato, un montón de arena, una galaxia de estrellas o un agujero negro. La teoría proporciona un marco analítico y empíricamente accesible para la comprensión de la experiencia y de sus orígenes mecanísticos. Koch y Tononi expresan que IIT es capaz de resolver el problema de concebir una mente que puede estar compuesta por un conjunto de mentes "más pequeñas", conocido como el problema de combinación.
Koch escribe una columna popular llamada "Consciousness Redux", para Scientific American Mind sobre temas de divulgación científica, relacionadas con la conciencia y neurociencia.
Koch fue cofundador del curso de verano llamado "Métodos de neurociencia computacional" en el laboratorio de biología marina (Marine Biological Laboratory) en Woods Hole en 1988, la escuela de ingeniería neuromórfica en Telluride, Colorado en 1994; y en el curso de verano sobre dinámica del cerebro (Dynamic Brain) en el Friday Harbor Laboratorios en las islas San Juan en 2014. Las tres escuelas de verano continúan siendo impartidas.
A principios del 2011 Christof Koch se convirtió en el director científico del Instituto Allen (AI), liderando su proyecto por diez años en relación con el proceso de alto rendimiento a gran escala de codificación cortical "high-throughput large-scale cortical coding". La misión es entender los cálculos que conducen a un comportamiento en la cadena desde la percepción de los fotones hasta el comportamiento, mediante la observación y modelización de las transformaciones físicas de las señales en el cerebro visual y la conducta inducida en el cerebro de los ratones. El proyecto trata de catalogar todos los bloques de construcción (aproximadamente 100 tipos de células diferenciadas) de las regiones corticales entonces visuales y estructuras asociadas (tálamo, colículo) y su dinámica. Los científicos buscan saber lo que ve el animal, cómo piensa y cómo se decide. Buscan un mapa de la mente murina de una manera cuantitativa. El Instituto Allen para la ciencia del cerebro emplea actualmente cerca de 270 científicos, ingenieros, técnicos y personal de apoyo. Los primeros cuatro años de este decenal esfuerzo para construir observatorios cerebrales fueron financiados por una donación de u$d 300 millones por el fundador de Microsoft y filántropo Paul Allen.

## La conciencia como una propiedad fundamental de las entidades conectadas en red
Koch solía ser un defensor de la idea de la conciencia que emerge (aparece) en células nerviosas conectadas con cierta complejidad, pero en enero de 2014, publicó una obra corta de discusión abierta ("En qué sostengo que la conciencia es una propiedad fundamental de las cosas complejas", MIT Press 10 Ene 2014), donde se introdujo el concepto de que la conciencia es una propiedad fundamental de todas las entidades en red, y por lo tanto, no deriva de algún tipo de material o tejido, ya que es una sustancia simple.

## Publicaciones
- Métodos de modelado neuronal: a partir de iones a redes. The MIT Press, (1998), ISBN 0-262-11231-0.
- Biofísica de computación: procesamiento de la información en las neuronas individuales. Oxford Press, (1999), ISBN 0-19-518199-9.
- La búsqueda de la consciencia: un enfoque neurobiológico. Roberts y Co., (2004), ISBN 0-9747077-0-8.
- Consciousness: Confesiones de un reduccionista romántica. The MIT Press, (2012), ISBN 978-0-262-01749-7.
- ...En el que argumenta que la conciencia es una propiedad fundamental de las cosas complejas: A BIT of Consciousness MIT Press BITS (10 January 2014) (English Edition - Kindle format) ASIN: B00I5ZB768.

## Multimedia
- The Thinking Ape: The Enigma of Human Consciousness  «El simio pensando: el enigma de la conciencia humana», en YouTube.
- Christof Koch en Internet Movie Database (en inglés).
- Online lecture videos from an undergraduate course taught by Koch on the neurobiological basis of consciousness.
- Moth talk about Koch's relationship to God, death and Francis Crick.
- Interview with historian Harry Kreissler at UC Berkeley, 2006. Archivado el 8 de marzo de 2021 en Wayback Machine.
- Interview on the Brain Science Podcast, 2011.
- Interview Archivado el 17 de enero de 2013 en Wayback Machine. on the Point of Inquiry Podcast, 2012.
- 2013 TedX talk on Panpsychism en YouTube.
- Interview with Christof Koch on the neuroscience of reading and the "movie" in your "mind".
- A short presentation on Consciousness in 2014 in Zürich.

- Datos: Q1084303
- Multimedia: Christof Koch / Q1084303